# Phrixgnathus compressus
Phrixgnathus compressus är en snäckart som först beskrevs av Suter 1909.  Phrixgnathus compressus ingår i släktet Phrixgnathus och familjen punktsnäckor. Inga underarter finns listade i Catalogue of Life.